# Vandœuvres
Vandœuvres – gmina (fr. commune; niem. Gemeinde) w Szwajcarii, w kantonie Genewa. Obok Cologny, należy do najbogatszych przedmieść Genewy.  

## Demografia
W Vandœuvres mieszka 2 754 osób. W 2020 roku 30,4% populacji gminy stanowiły osoby urodzone poza Szwajcarią.

## Transport
Przez teren gminy przebiega droga główna nr 116.